# Церковь Святого Всеспасителя (Дербент)
Церковь Святого Всеспасителя (Сурб Аменапркич) — армянская церковь в городе Дербент, Россия. Расположена в центре города по улице Кази-Магомеда, д.7.

## История
Автором проекта церкви был армянский писатель Г. М. Сундукян, отбывавший в 1850-е годы в Дербенте ссылку. Церковь построена в 1870 (по другим данным в 1871) году в армянском квартале города, на месте часовни. В 1888 году к церкви была пристроена колокольня. Сильно пострадала в период Гражданской войны, в частности были уничтожены двенадцатигранный шатровый барабан, верхний шатровый ярус колокольни и кровля.
Постановлением Совета Министров ДАССР № 289 от 15.08.1975 года здание церкви было признано памятником архитектуры и взято под охрану государства. С 1976 по 1982 год здание было отреставрировано, заново отстроены утраченные элементы. После реставрации оно было передано в состав Дербентского государственного историко-архитектурного и художественного музея-заповедника (в нём размещен отдел «Ковра и декоративно-прикладного искусства»).
С мая 2009 года в церкви периодически проводятся обряды по крещению и венчанию прихожан.

## Архитектура
Здание церкви крестово-купольное, размеры 22,5 на 15,7 м. Выстроено из обтесанных камней ракушечника, стены не оштукатурены. В центре зала расположены четыре столба поддерживающих двенадцатигранный барабан. Входы в виде порталов на северном, южном и западном фасадах. По четыре окна на северном и южном фасадах (по 2 ложных) и два на западном. Апсида в виде выступа с ложным окном. Над северными и южными вратами, а также на апсиде имеются крестообразные окна.

## Галерея

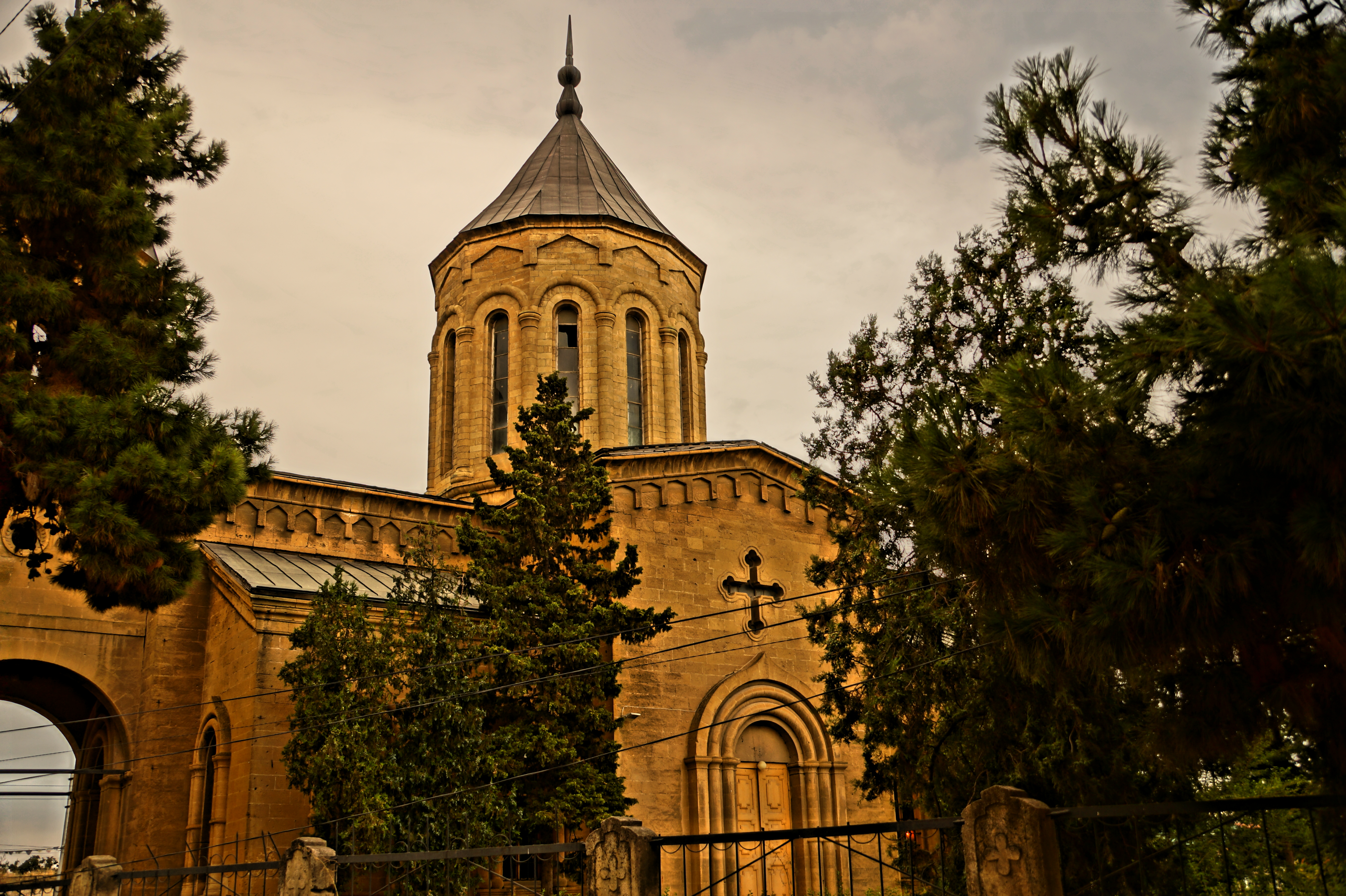
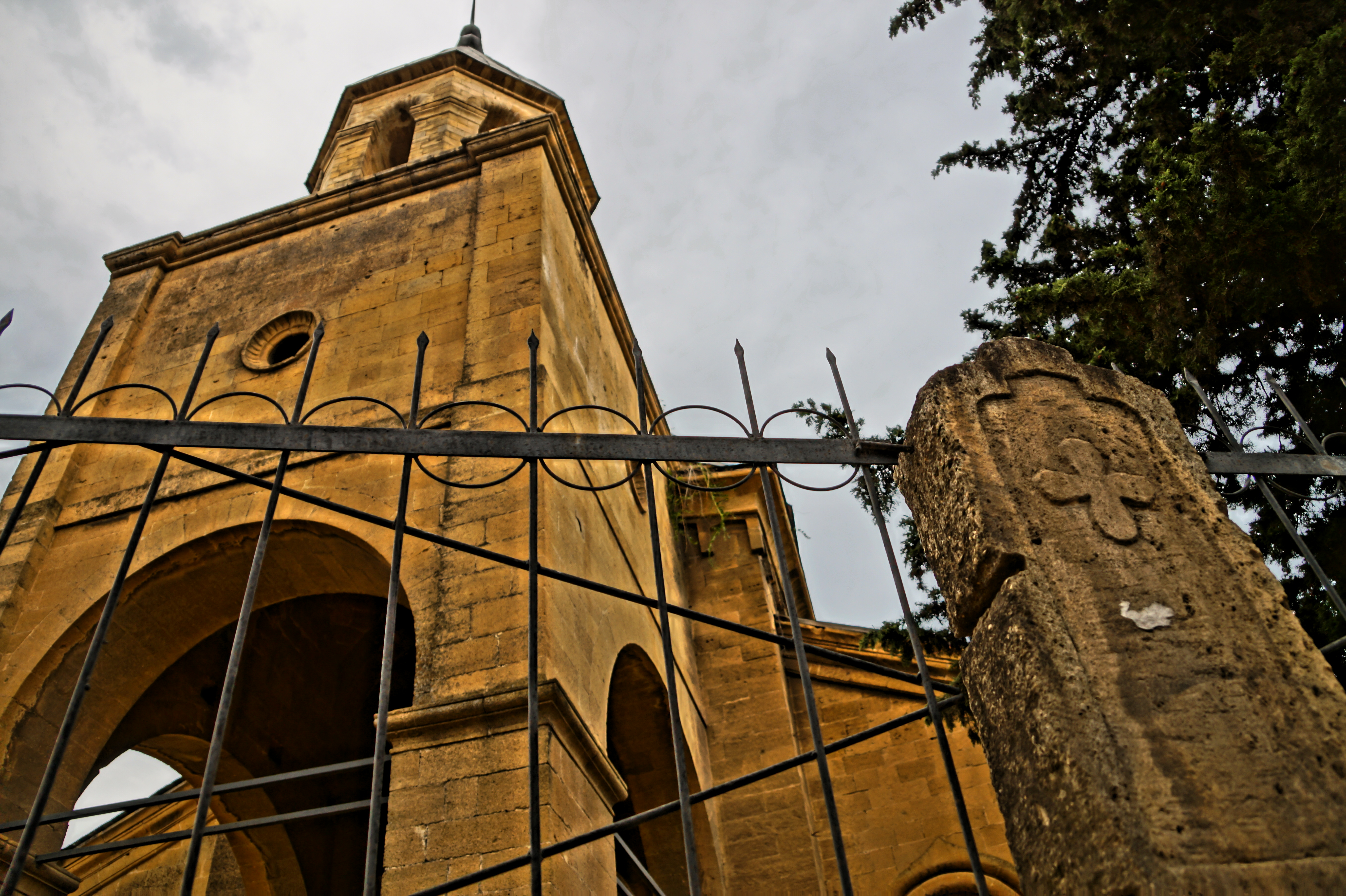
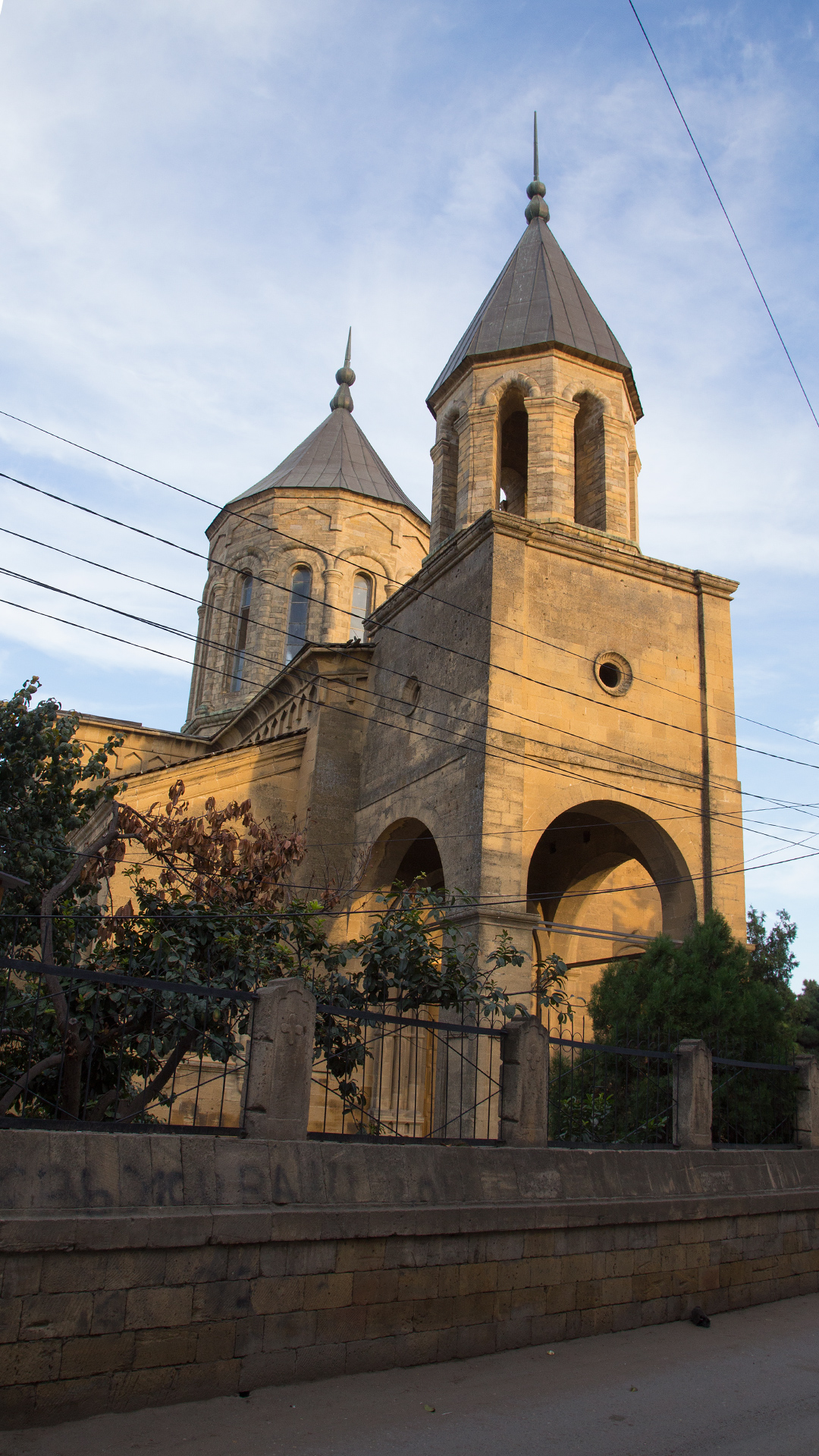
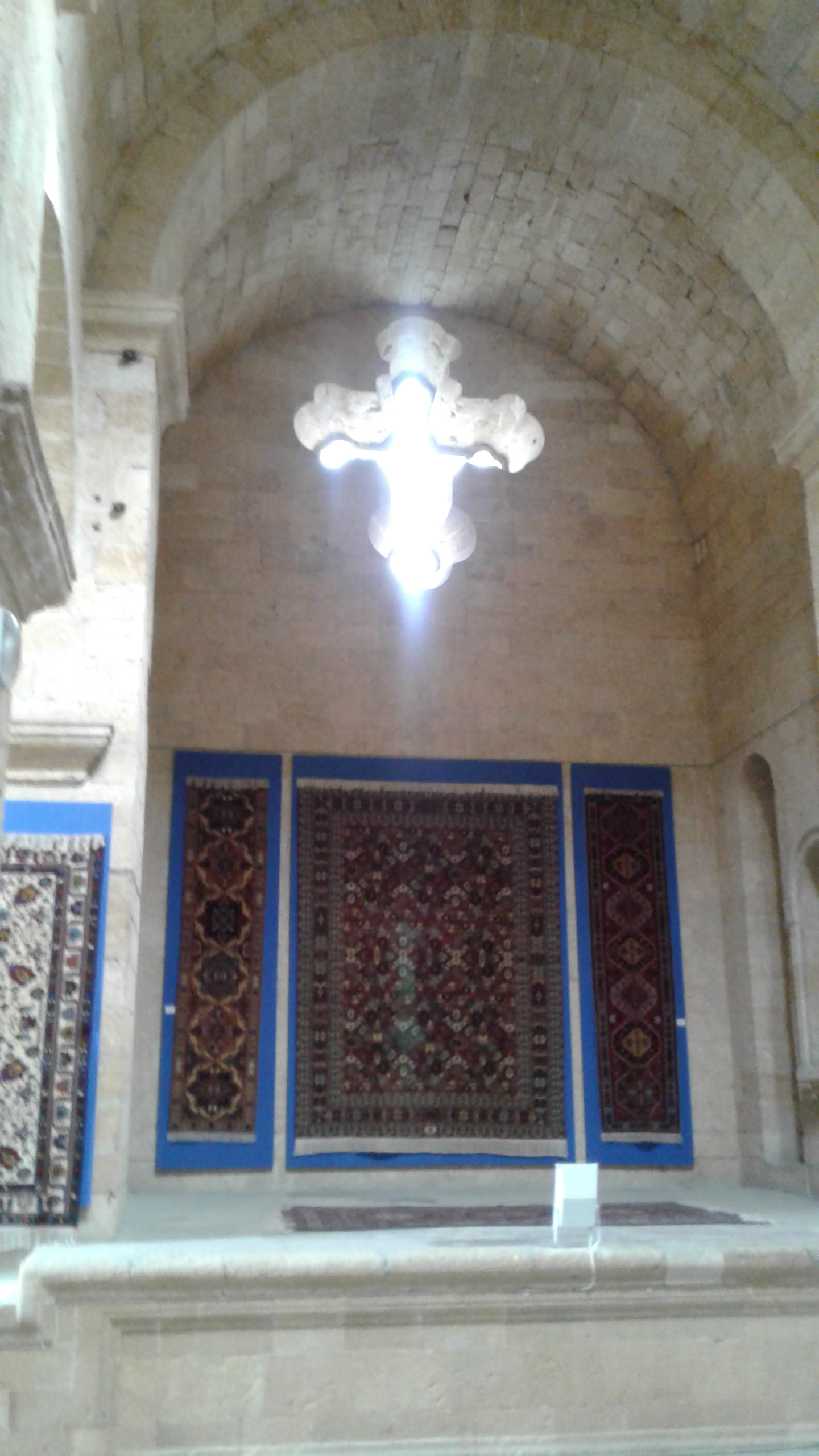
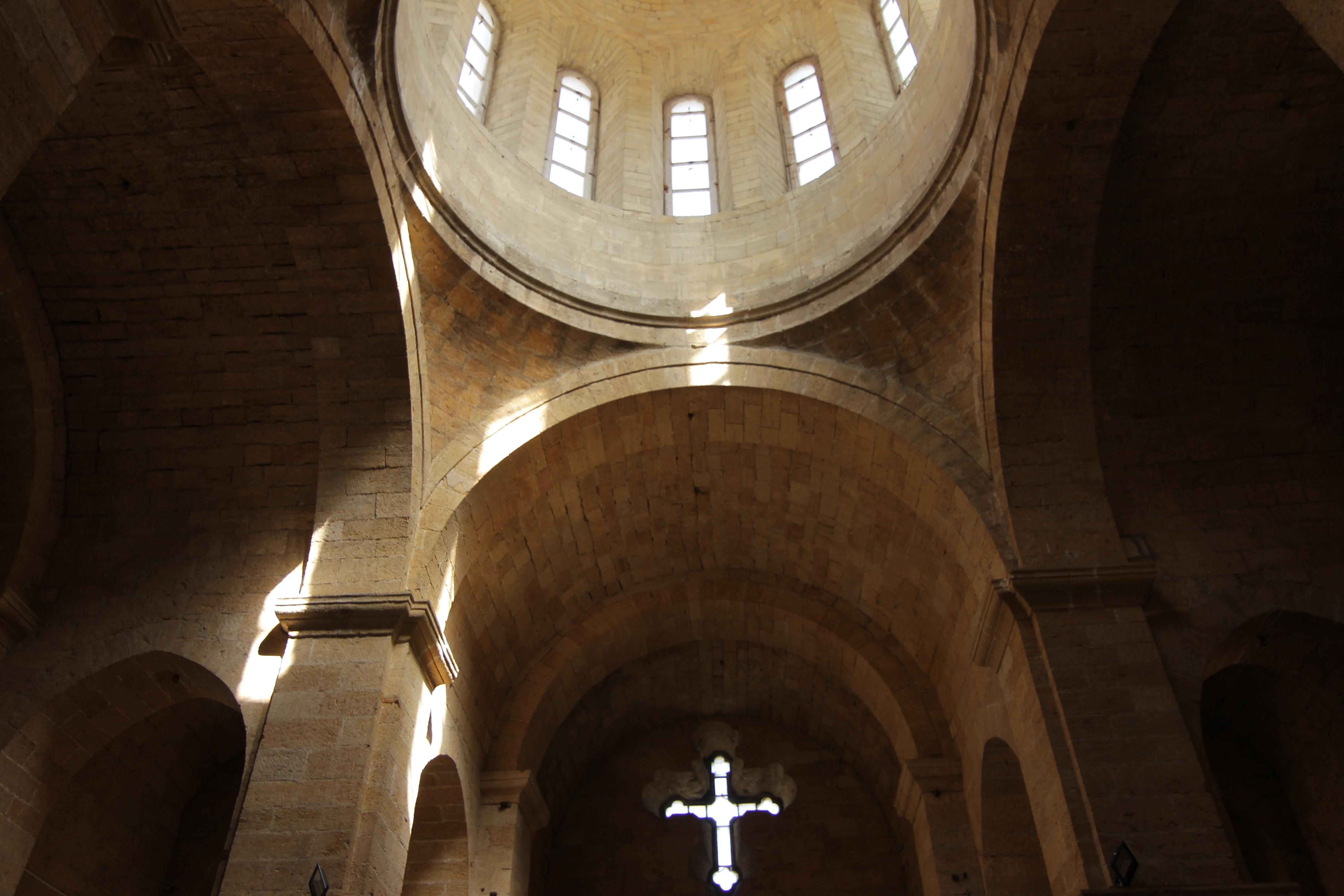
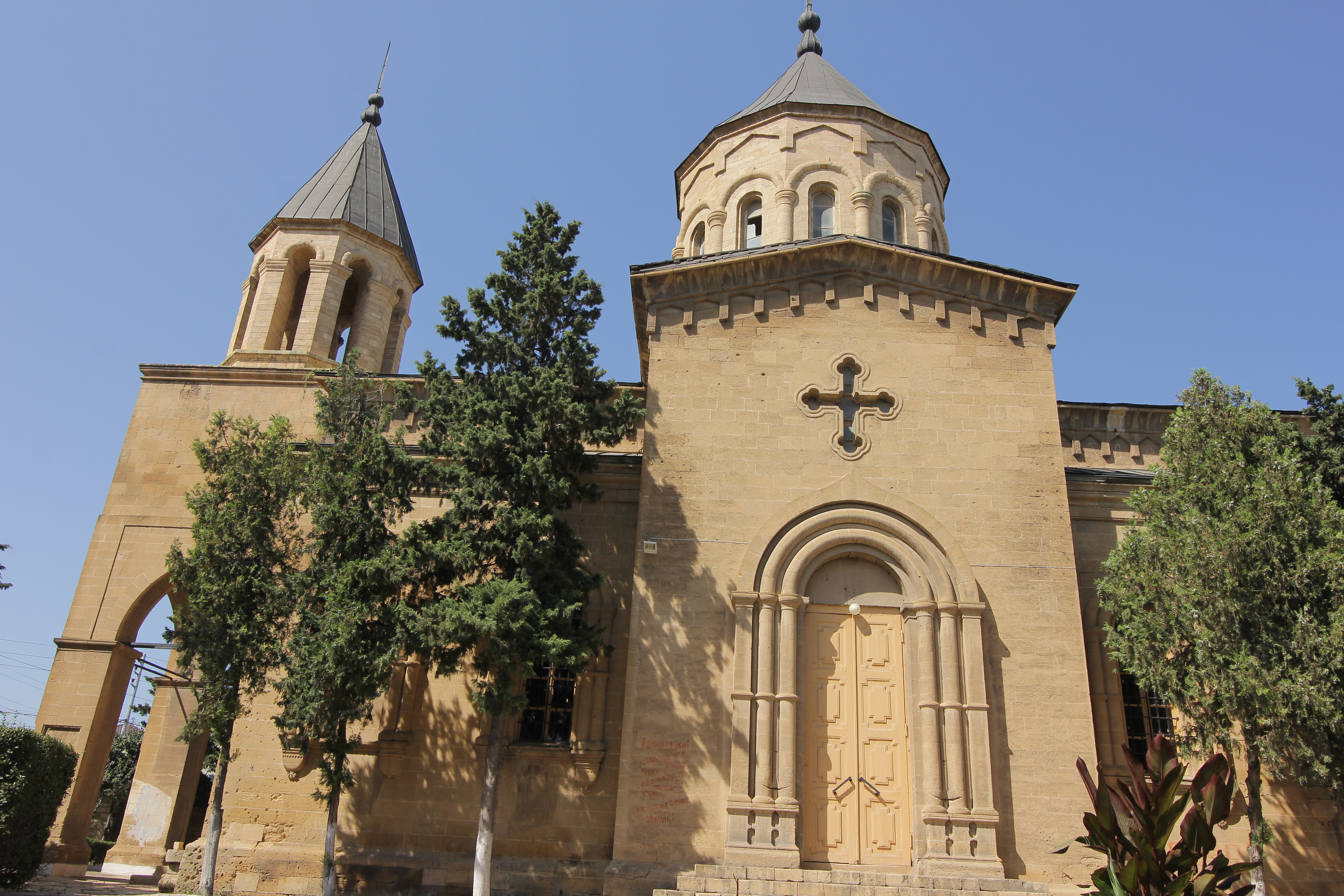